# Філософія діалогу

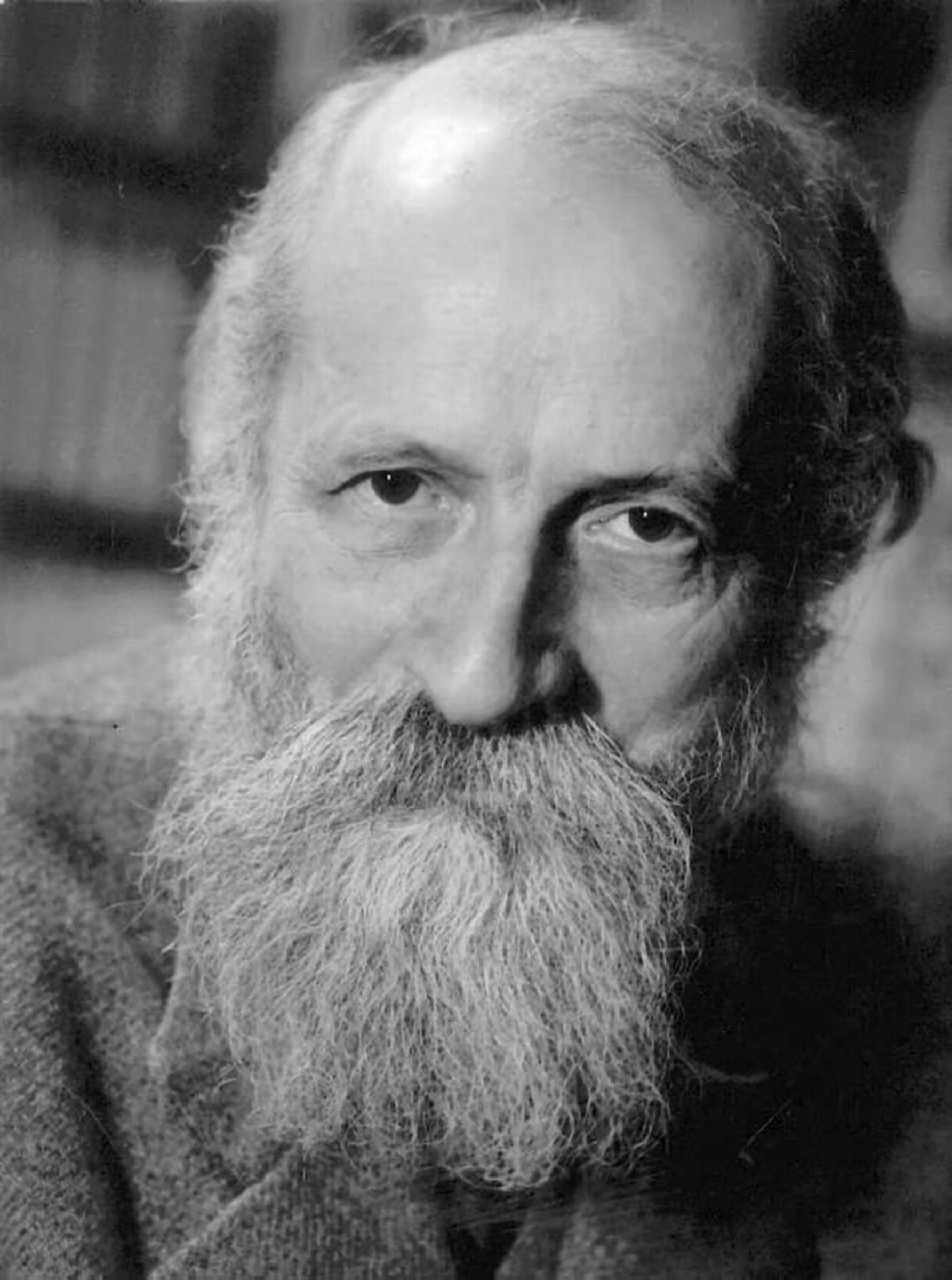
Мартин Бубер - основоположник "філософії діалогу"

Філософія діалогу або діалогічна етика — концепція, яку сформував німецько-ізраїльський релігійний мислитель Мартин Бубер.
Важливим, якщо не центральним, елементом філософії діалогу Бубера — з'ясування відносин світу і Бога, людини і Бога.
Російський релігійний філософ Микола Бердяєв зазначав, що у філософській теології Бубера (як і в хасидизмі) укладені християнські елементи — такі, як людинобожність, "подолання абсолютної трансценденції Бога", тобто його віддалення від світу і людини.
Бубер не приховує того, що основна мета його філософії — докладно розібрати і затвердити в її фундаментальному філософському праві "подвійність" опозиції Я і Ти, тобто, власне, розкрити у всіх його відтінках досвід міжособистісного діалогу. Важливість діалогу (як для Бубера, так і для інших філософій діалогу XX ст. - Від Г. Марселя, М. Бахтіна до Ю. Габермаса, К.-О. Апеля) навряд чи потребує виправдання і нічим так не підтверджується, як дефіцитом цивілізованого спілкування, довірчого діалогу в століття світових воєн, кривавих етнічних, релігійних і всяких інших конфліктів. Аналізу Бубера властиві особлива теплота розмови з читачами, вміння вести діалог саме з тими, кому він рішуче заперечує, філософська і психологічна глибина аналізу та перешкод до діалогу, і глибоко вкорінених в бутті і людської сутності підстав, передумов діалогу.

## Праця «Я і Ти» як основа «філософії діалогу» Бубера
Бубер називає три найважливіші сфери, в яких реалізується зв'язок між "Я" і "Ти". Він розглядає ці зв’язки як універсальні, значимі не тільки для живих істот. "Я іТи-зв'язок " реалізується не тільки між людьми, він виявляється й по відношенню до інших істот та речей. 
- Перша сфера - це зв’язок з природою. Тут відношення невербальне. Створіння відповідають нам зустрічним рухом, але вони не в змозі нас досягти, наше "Ти", звернене до них, завмирає на порозі мови.
- Друга сфера – це зв’язок з людьми. Тут стосунки очевидні і приймають мовну форму. Ми можемо давати і брати "Ти".
- Третя сфера спілкування з духовними сферами Тут ставлення невідоме, але розкриває себе - невербально, не породжуючи мову. Ми не чуємо ніякого "Ти", але все ж відчуваємо поклик, і ми відповідаємо, творячи образи, думаючи, діючи. Ми говоримо своєю суттю, не в силах вимовити "Ти" своїми устами.

## Про відмінність понять «діалог» та «дискусія»
Незрідка найнадійніший шлях до осягнення суті тих або тих понять нам відкриває етимологія. Слово «діалог» походить від грецького dialogos, що означає «поділений» або «поширений» логос — сенс, що переходить межі індивідуальних свідомостей і стає спільним надбанням учасників його обговорення. Тож прошу звернути увагу: діалог як такий жодним чином не зводиться до дискусії. Вільна дискусія, безперечно, являє собою невід'ємний елемент повноцінного наукового і громадського життя; за своєю суттю вона є своєрідним інтелектуальним двобоєм: кожен з учасників дискусії прагне утвердити власну точку зору як єдино правильну й продемонструвати неспроможність точки зору свого опонента. Не випадково в основі терміну «дискусія» — латинське дієслово discutio, що означає «трощу», «розбиваю», «руйную».

… дійсно конструктивний діалог у сучасному світі найчастіше спрямований на досягнення взаєморозуміння і взаємне збагачення його учасників: власне кажучи, ми маємо бути вдячні партнерам у діалозі вже за те одне, що вони показують нам предмет нашого спільного зацікавлення з такого боку, з якого ми самі ніколи б його не побачили.

Віктор Малахов. Декілька слів про діалог та філософію діалогу. 